# Казнёв (замок)
Замок Казнёв (фр. Château de Cazeneuve) — укреплённый замок в Новой Аквитании, находящийся близ коммуны Прешак, департамент Жиронда (Франция). Расположен посреди обширного парка, на берегу реки Сирон. Имение находится в частной собственности, им владеет герцогский род Сабран-Понтевес. 24 сентября 1965 года замок и парк получили статус исторического памятника Франции. 

## История

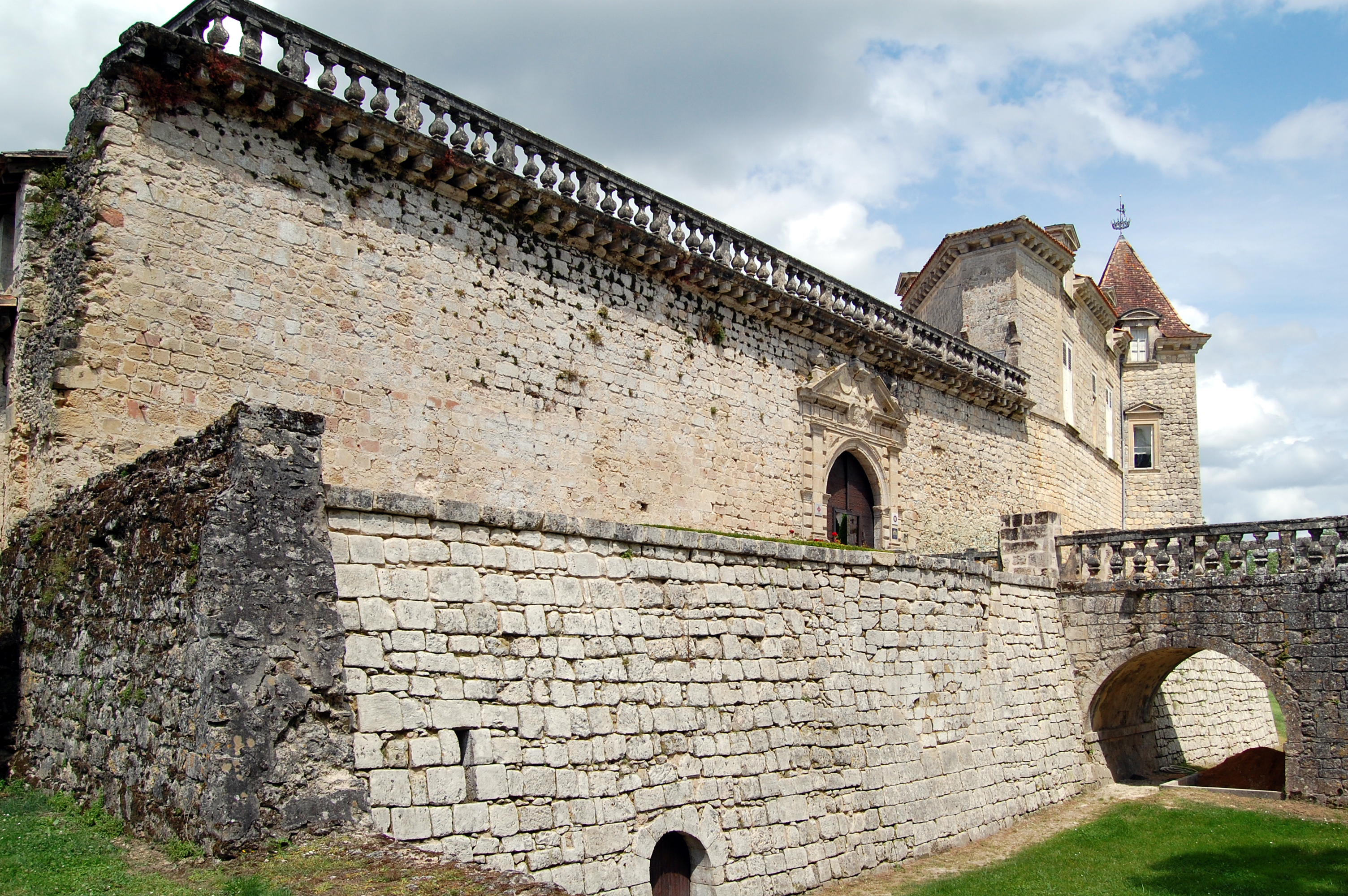
Ров и крепостная стена замка, XIII — XIV вв.

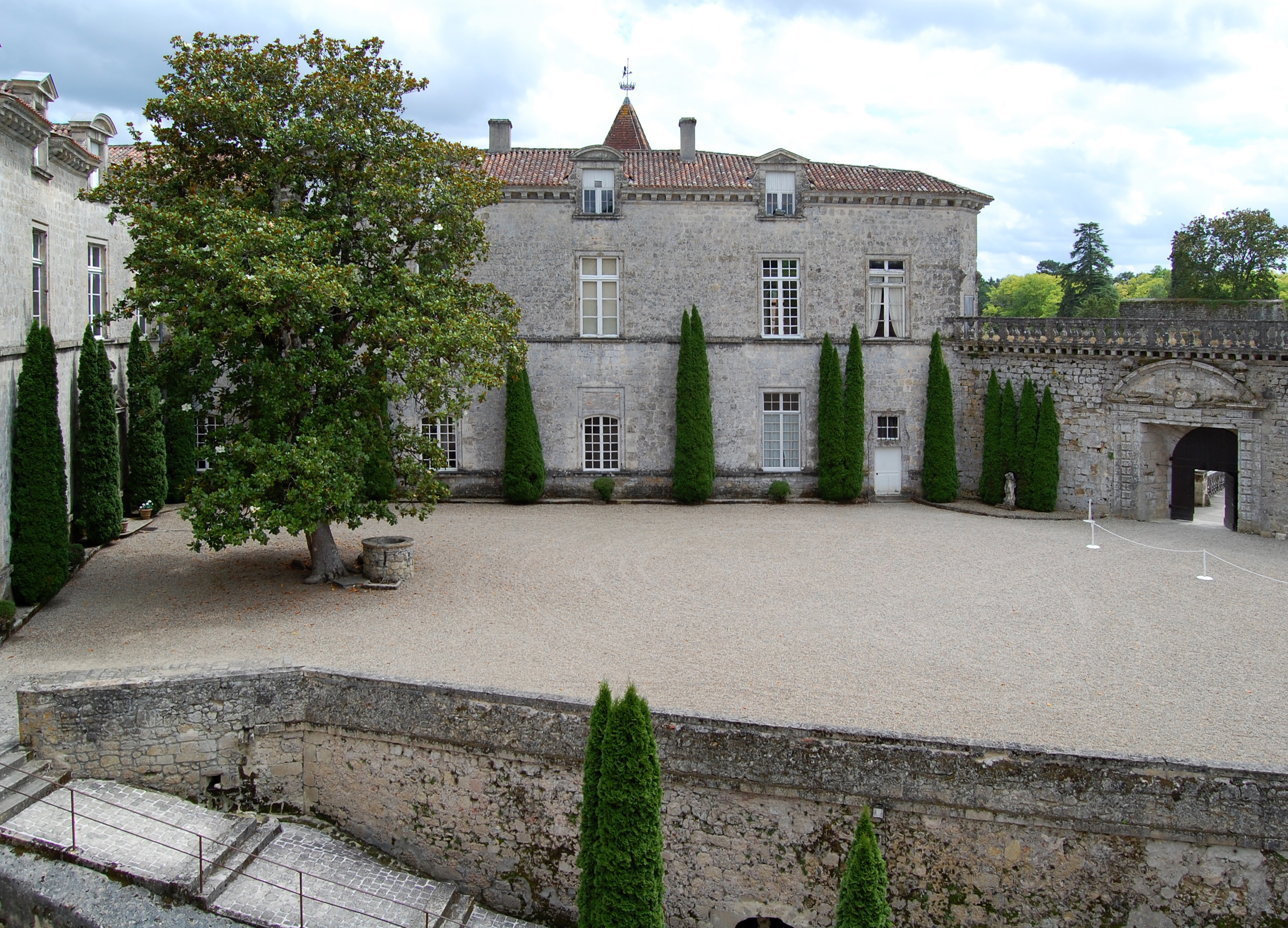
Внутренний двор замка

Имение принадлежало баронскому роду Альбре, в XV веке ставшему одним из ведущих на юге Франции, а в 1484—1572 годах правившему королевством Наварра. При Аманьё VIII, сеньоре д’Альбре (ум. 1326), замок был расширен и укреплён. Находясь в собственности королей Наварры, он являлся одной из их резиденций. 
Казнёв неоднократно посещался различными королевскими особами. В 1287 году его посетили король Англии Эдуард I и его супруга Элеонора Кастильская, находившиеся в этот период во Франции. В 1583 году здесь находилась Маргарита де Валуа, супруга Генриха Наваррского, будущего короля Франции. В 1620 году в замке останавливался Людовик XIII, направлявшийся в мятежный По и 20 октября издавший там эдикт, по которому земли Беарна и Наварры включались в королевский домен. В замке останавливался и его сын, король Людовик XIV — по пути в Сен-Жан-де-Люз, где 9 июня 1660 года он обвенчался с испанской инфантой Марией Терезией.

## Архитектура
Укрепления замка относятся к Средневековью и являются самыми древними частями постройки. Первая крепость на этом месте появилась в XI веке: сооружённая на скалистом берегу реки, она была 10—12 метров высотой, с отвесными стенами из дёрна. Ров, отделявший её от равнины с другой стороны, во время расширения замка в XIII веке был превращен во внутренний двор. Таким образом, крепость стала состоять из двух частей: замка, обрамляющего собственный внутренний двор и прилегающего к нему фортификационного внутреннего двора, окружённого валами и широким рвом. С юга въезд защищал барбакан. В XIV веке, при Аманьё д’Альбре, замок был расширен, в XVII веке — существенно перестроен; его нынешний вид, более комфортный для повседневной жизни, относится к этому периоду. Главное здание обрамлено двумя павильонами в виде башен с остроконечными крышами, их соединяет терраса с каменной балюстрадой. Входной портал украшен фронтонами, вырезанными из камня. 
В замке сохранена историческая меблировка, представлена экспозиция декоративно-прикладного искусства. В скале под замком находятся средневековые подвалы и пещеры, где в древности обитали люди. 
Парк примечателен своей бамбуковой рощей. Также здесь находятся мельница, прачечная и птичий остров.

## Посещение
- с 1 июня по 30 сентября: 14:00 — 18:00, ежедневно
- с 1 октября по 1 ноября и с праздника Пасхи по 31 мая: 14:00 — 18:00, в выходные дни и праздники
- Парк открыт с 11:00

Стоимость билета — 11,5 € (учащиеся до 25 лет — 10 €, дети с 5 до 12 лет — 7 €).   